# Sebeschskoje (Kaliningrad)
Sebeschskoje (russisch Себежское, deutsch Demildszen, 1936–1938 Demildschen, 1938–1945 Kleinkamanten) ist ein Ort in der russischen Oblast Kaliningrad. Er gehört zur kommunalen Selbstverwaltungseinheit Munizipalkreis Osjorsk im Rajon Osjorsk.

## Geographische Lage
Sebeschskoje liegt am westlichen Ufer der Angerapp (russisch: Angrapa) im Norden der Stadt Osjorsk (Darkehmen/Angerapp) und ist nur auf recht unwegsamer Straßenverbindung zu erreichen. Ein Bahnanschluss besteht nicht.

## Geschichte
Demildszen gehörte seit 1874 als Landgemeinde zum neu errichteten Amtsbezirk Gailboden im Kreis Darkehmen. Im Jahre 1907 lebten hier 44 Einwohner.
Am 15. Januar 1930 wurde die Landgemeinde Demildszen an die Landgemeinde Camanten (1938–1945 Kamanten, heute russisch: Klimowka) angeschlossen. Die Namenschreibweise dieses Ortsteils wurde 1936 in „Demildschen“ verändert, und am 3. Juni 1938 (mit amtlicher Bestätigung vom 16. Juli 1938) wurde die Ortsbezeichnung in „Kleinkamanten“ verändert.
Infolge des Zweiten Weltkrieges kam der Ort mit der gesamten nordostpreußischen Region zur Sowjetunion. 1950 erhielt er den russischen Namen „Sebeschskoje“ und wurde dem Dorfsowjet Bagrationowski selski Sowet im Rajon Osjorsk zugeordnet. Um 1980 gelangte der Ort in den Sadowski selski Sowet. Von 2008 bis 2014 gehörte Sebeschskoje zur Landgemeinde Krasnojarskoje selskoje posselenije, von 2015 bis 2020 zum Stadtkreis Osjorsk und seither zum Munizipalkreis Osjorsk.

## Kirche
Bis 1945 war die Einwohnerschaft von Demildszen/Kleinkamanten fast ausnahmslos evangelischer Konfession und gehörte zum Kirchspiel Darkehmen (1938–1946 Angerapp, seit 1946: Osjorsk). Es lag im Kirchenkreis Darkehmen (Angerapp) in der Kirchenprovinz Ostpreußen der Kirche der Altpreußischen Union. Die letzten deutschen Geistlichen waren die Pfarrer Johannes Gemmel und Helmut Passauer.
Während der Zeit der Sowjetunion waren kirchliche Aktivitäten untersagt. So bildeten sich erst in den 1990er Jahren in der Oblast Kaliningrad neue evangelische Gemeinden. Sebeschskoje liegt im Einzugsbereich der Salzburger Kirche in Gussew (Gumbinnen), deren Gemeinde zur ebenfalls neugebildeten Propstei Kaliningrad in der Evangelisch-Lutherischen Kirche Europäisches Russland (ELKER) gehört.